# Saint-Éloy-d'Allier
Saint-Éloy-d'Allier är en kommun i departementet Allier i regionen Auvergne-Rhône-Alpes i de centrala delarna av Frankrike. Kommunen ligger  i kantonen Huriel som ligger i arrondissementet Montluçon. År 2022 hade Saint-Éloy-d'Allier 56 invånare.

## Befolkningsutveckling
Antalet invånare i kommunen Saint-Éloy-d'Allier
Referens: INSEE